# Phare de Fuller Rock
Le phare de Fuller Rock (en anglais : Fuller Rock Light) est un phare actif situé à l'approche du port de Providence dans le Comté de Providence (État de Rhode Island). Détruit dans une explosion, il fut remplacé par une tour à claire-voie reposant sur la même fondation.

## Histoire
Fuller Rock est situé à proximité du chenal dans la Providence River (en) et, à mesure que le trafic maritime augmentait au XIXe siècle, l'attention était attirée sur l'amélioration des aides à la navigation pour le port. Un crédit parlementaire de 1870 prévoyait trois feux dans la région: un pour Fuller Rock, un autre plus en amont à la pointe de Sassafras et un troisième en aval à Pomham Rocks. Le dernier a réutilisé la conception du Colchester Reef Light (en) dans le Vermont, mais les deux autres ont été construits selon un plan beaucoup plus simple pour une courte tour en bois reposant sur une jetée en granit. Ces lumières manquaient d'habitations et le gardien vivait à terre et devait s'approcher des phares en bateau pour les entretenir.
L'entretien de la structure a été un problème dès le début et, en 1879, l' United States Lighthouse Board a signalé que la tour présentait des traces de dégradation. Une demande de fonds appropriés pour le remplacer par une tour de fer n'a toutefois pas été prise en compte. En 1889, certaines réparations de la fondation ont été effectuées, notamment le jointoiement de la jetée et la mise en place d' enrochements supplémentaires à sa base. Difficile d'entretien, il a été converti en 1918 en une balise automatisée à acétylène, avec la responsabilité de sa maintenance transférée au gardien des Pomham Rocks.
Le 4 février 1923, lors du remplacement des réservoirs d'acétylène, les anciens réservoirs ont explosé, blessant cinq hommes, sans faire de victimes. La tour, cependant, a été complètement détruite. Une tour à claire-voie a été érigée sur le vieux quai.
En 1997, une tour plus courte reposant sur la même fondation, a pris le relai

## Description
Le phare actuel  est une tour métallique à claire-voie montée sur un pilier cylindrique en granit, avec balise moderne. Son feu isophase émet, à une hauteur focale de 9,5 m, un long éclat rouge de 3 secondes par période de 6 secondes. Sa portée n'est pas connue.

## Caractéristiques dufeu maritime
Fréquence : 6 secondes (R)
- Lumière : 3 secondes
- Obscurité : 3 secondes

Identifiant : ARLHS : USA-957 ; USCG : 1-18580 - Amirauté : J0604 .

### Lien connexe
- Liste des phares au Rhode Island